# Памятник Алексею Бобринскому

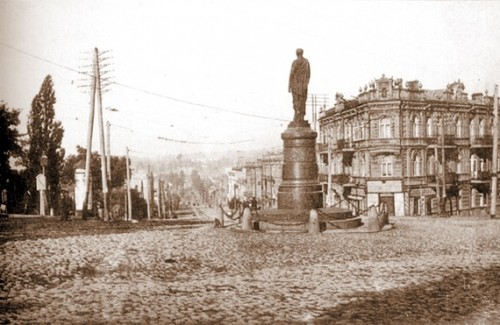
Памятник Бобринскому с перспективой на железнодорожный вокзал

Памятник Алексею Бобринскому — памятник основателю сахарной промышленности на Украине и железнодорожного транспорта в России графу Алексею Бобринскому установлен 6 февраля 1872 года на Бибиковском бульваре (ныне бульвар Тараса Шевченко) в Киеве. Был демонтирован в 1932 году; с 1954 по 2021 год примерно на этом месте стоял памятник Николаю Щорсу.

## История
Памятник Алексею Бобринскому был открыт 6 февраля 1872 года — это был первый памятник, воздвигнутый не самодержцу или военному деятелю, а человеку, сделавшему большой вклад в социально-экономическую жизнь киевлян.
По ходатайству дворянства и купечества, Александр II в мае 1869 года утвердил проект памятника и разрешил сбор пожертвований.
Авторами и исполнителями были:
- статуя — скульптор академик Иван Шредер;
- бронзовые барельефы — скульптор Николай Лаверецкий;
- постамент из корнинского гранита и лабрадора — киевский каменотёс Себастьян Куртоло;
- бронзовое литье — завод Адольфа Моранда в Санкт-Петербурге;
- архитектор — Ипполит Монигетти[2].

Статуя графа изображена опирающейся правой ногой на рельс, в шинели, наброшенной на тогу. На пьедестале были установлены бронзовые барельефы с сельскохозяйственными орудиями и принадлежностями свеклосахарного производства, родовой герб и надпись: «Полезной деятельности Алексея Алексеевича Бобринского». В 1875 году вандалы украли бронзовую облицовку и надпись. В 1901 году утраченные детали и надпись были восстановлены по эскизам архитекторов В. Н. и И. В. Николаевых.
В апреле 1919 года коллегия коммунального хозяйства Киевского городского Совета рабочих депутатов постановила: «Не позднее пролетарского праздника 1 Мая снести долой памятники контрреволюции, которые так поганят наш город, передать их на заводы для переплавки на гильзы к снарядам для Красной Армии». Памятник Алексею Бобринскому попал в список памятников, которые должны были быть снесены.
Однако в неразберихе Гражданской войны статуя в 1919 году так и не была демонтирована, и оставалась на прежнем месте до 23 марта 1932 года. Тогда президиум Горсовета принял решение: «Разобрать и вывезти постамент бывшего памятника Бобринскому и на этом месте устроить газоны и фонтан». Несколько лет статуя стояла на хоздворе завода «Арсенал», а потом исчезла.
В 1954 году на этом же месте был возведён памятник Николаю Щорсу.